# 古茂田宏
古茂田 宏（こもだ ひろし、1952年9月23日 - 2010年12月16日）は、日本の倫理学者。

## 経歴
東京都品川区出身。1976年東京大学文学部倫理学科卒、83年同大学院博士課程満期退学、1984年山梨県立女子短期大学助教授。1988年唯物論研究協会委員。1990年千葉大学助教授、1995年一橋大学社会学部助教授、96年教授。2003年日本哲学会委員兼事務局幹事、2005年同学会委員兼編集委員長。門下に福島知己等。

## 著書
- 『醒める夢冷めない夢 哲学への誘惑』（はるか書房） 1995

### 共編
- 『21世紀への透視図 今日的変容の根源から』（中西新太郎, 鈴木宗徳共編、青木書店、哲学から未来をひらく） 2009

## 翻訳
- 『人間認識起源論』（コンディヤック、岩波文庫） 1994
- 『両性平等論』（フランソワ・プーラン・ド・ラ・バール、佐々木能章, 仲島陽一, 今野佳代子, 佐藤和夫共訳、法政大学出版局、叢書・ウニベルシタス） 1997
- 『アメリカ人であるとはどういうことか 歴史的自己省察の試み』（M・ウォルツァー、ミネルヴァ書房、Minerva歴史・文化ライブラリー） 2006
- 『動物論 デカルトとビュフォン氏の見解に関する批判的考察を踏まえた, 動物の基本的諸能力を解明する試み』（エティエンヌ・ボノ・ド・コンディヤック、法政大学出版局、叢書・ウニベルシタス） 2011

## 注
- Cinii